# Djurgårds-Kalle och Emma

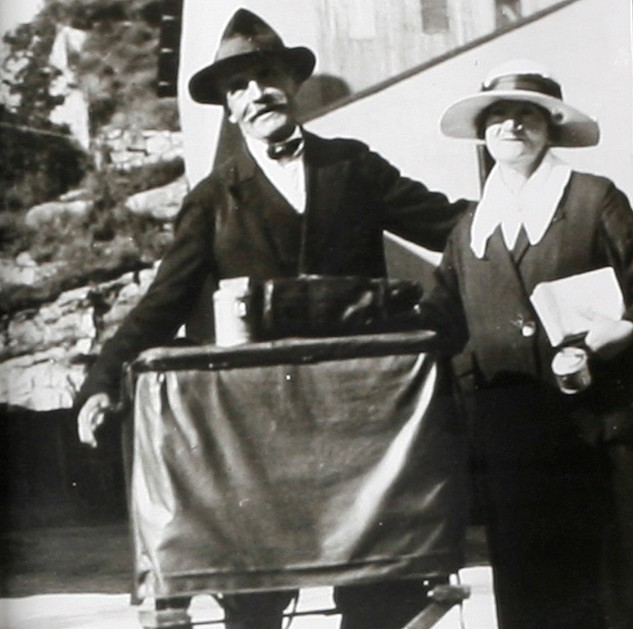
Djurgårdskalle och Emma.

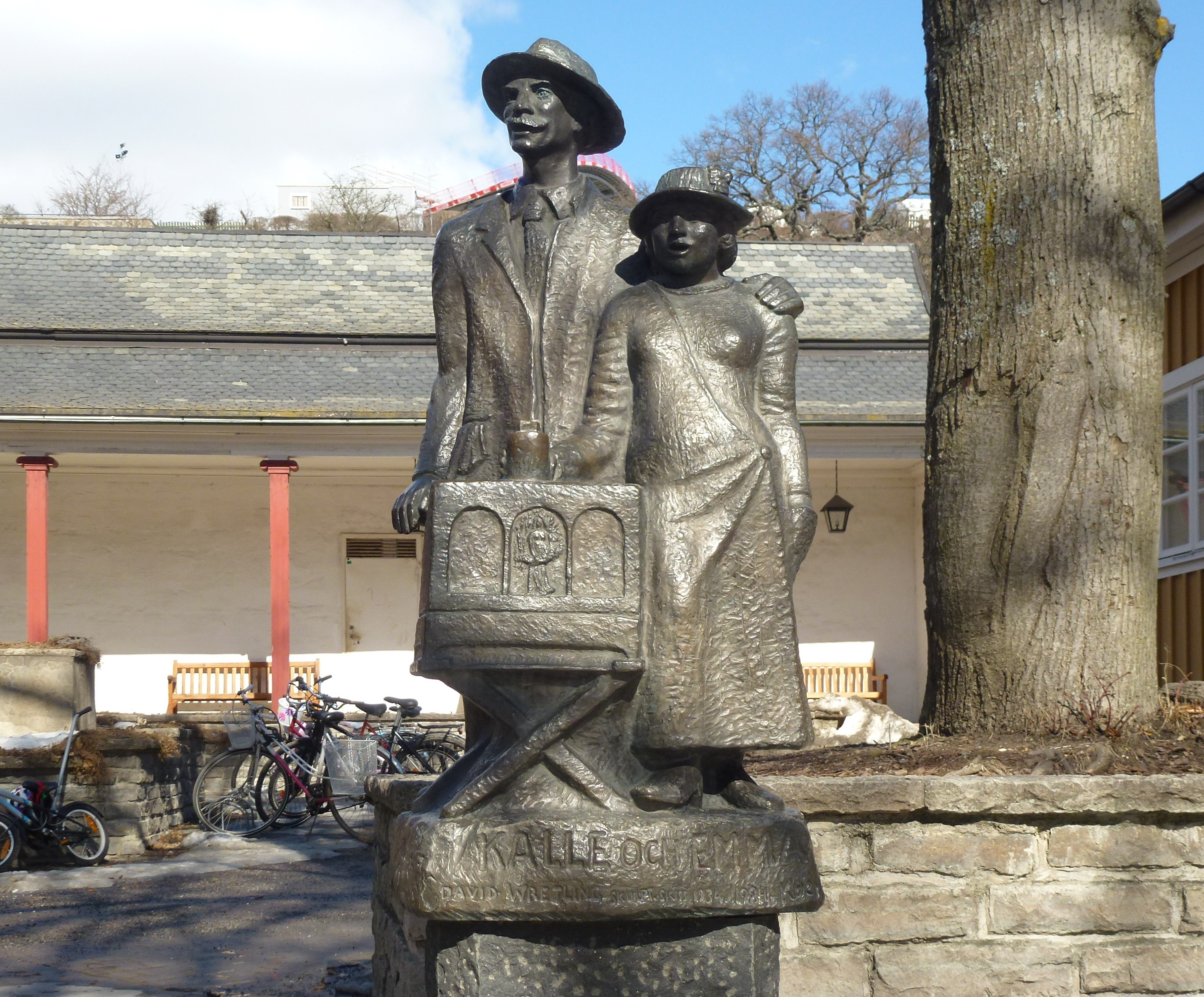
Skulpturen Kalle och Emma.

Djurgårds-Kalle (egentligen Axel Valfrid Lindvall), född 16 december 1866 på Kungsholmen i Stockholm, död 25 november 1934 i Stockholm, var en på sin tid legendarisk positivhalare. Hans partner inom positivhaleriet var "Emma"' (egentligen Emelia Gustava Sjöström), född nära Mariatorget på Södermalm 28 juli 1869, död 1939. I trettio år stod paret vid Skansens entré och sjöng visor som "Italienska flickan" och "Lejonbruden" i duett. 
Emelia och fadern, en bergsprängarbas som var blind efter en sprängolycka, var ofta ute och sjöng till faderns positiv. Efter hans död skaffade hon en ny partner och hennes val föll på Djurgårds-Kalle som länge gått omkring och sjungit på Stockholms gårdar. I trettio år stod de vid entrén till Skansen och sjöng sina visor till musiken av ett vevpositiv. Det var inte bara partner på gatan utan levde även i ett så kallat stockholmsäktenskap. 
Det sägs att när Kalle spelade så vevade han med den högra handen och han strök sig över sin (lös-)mustasch och kastade slängkyssar till damerna som gick förbi med den vänstra. 
Kalles positiv och lösmustasch finns i dag på Stockholms Stadsmuseum.
Djurgårds-Kalle och Emma är begravda tillsammans på Skogskyrkogården i Stockholm.
Karl Gerhards kuplett Det rara gamla paret handlar om Kalle och Emma. Skulpturen Kalle och Emma av David Wretling uppställdes på Djurgårdsslätten 1985. 